# Шапел Каро
Шапел Каро (фр. Chapelle-Caro) насеље је и општина у северозападној Француској у региону Бретања, у департману Морбијан која припада префектури Ван.
По подацима из 2011. године у општини је живело 1317 становника, а густина насељености је износила 79,87 становника/km². Општина се простире на површини од 16,49 km². Налази се на средњој надморској висини од 78 метара (максималној 117 m, а минималној 15 m).

## Демографија
| 1962. | 1968. | 1975. | 1982. | 1990. | 1999. | 2011. |
| ----- | ----- | ----- | ----- | ----- | ----- | ----- |
| 827   | 883   | 874   | 1.053 | 1.139 | 1.200 | 1.317 |

График промене броја становника у току последњих година